# Festival du Cinéma Nordique
Festival du Cinéma Nordique   (engelsk: Rouen Nordic Film Festival) var en filmfestival som blev hold i Rouen, Frankrig for visning og konkurrence af film lavet i de nordiske og baltiske lande, Holland og Belgien

I december 2010, meddele arrangørerne der var i konflikt med byrådet, at de agter at stoppe festivalen.

## The Grand Jury Prize
- 2010 – : Upperdog (2009), Filminstruktør: Sara Johnsen
- 2009 – :  Cold Lunch (2008), Filminstruktør: Eva Sørhaug
- 2008 – : engelsk: Temporary release (2007), dansk: Ledsaget udgang, Filminstruktør:  Erik Clausen
- 2007 – :  Reprise (2006), Filminstruktør: Joachim Trier
- 2005 – :  Uno (2004), Filminstruktør: Aksel Hennie
- 2004 – :  engelsk: Falling Sky (2002) (norsk: Himmelfall), Filminstruktør: Gunnar Vikene
- 2003 – : Noi the Albino (2003) islandsk: Nói albínói), Filminstruktør: Dagur Kári
- 2002 – : Drift (2001), Filminstruktør: Michiel van Jaarsveld
- 2001 – : 101 Reykjavík (2000), Filminstruktør:  Baltasar Kormákur
- 2000 – : engelsk: Magnetist's Fifth Winter (1999) (norsk: Magnetisörens femte vinter), Filminstruktør: Morten Henriksen
- 1999 – : When the Light Comes (1998), Filminstruktør: Stijn Coninx
- 1998 – : engelsk: A Wolf Teeth Necklace (1997) (litauisk: Vilko dantu karoliai) , Filminstruktør: Algimantas Puipa
- 1997 – :  Hamsun (1996), Filminstruktør: Jan Troell
- 1996 – : engelsk: The Last Wedding (1995) (finsk: Kivenpyörittäjän kylä), Filminstruktør: Markku Pölönen
- 1994 – :  engelsk: Daddy Blue (1994) (norsk: Du Pappa), Filminstruktør: René Bjerke
- 1993 – : Ingaló (1992), Filminstruktør: Ásdís Thoroddsen
- 1992 – : engelsk: The Great Day on the Beach (1991) (dansk: Den Store badedag), Filminstruktør: Stellan Olsson
- 1991 – : engelsk: The Birthday Trip (1990) (dansk: Kaj's fødselsdag) (1990), Filminstruktør: Lone Scherfig
- 1990 – :  engelsk: The Observer (1988) (estisk: Vaatleja), Filminstruktør: Arvo Iho
- 1989 – :  engelsk: The Glory and Misery of Human Life (1988) (finsk: Ihmiselon ihanuus ja kurjuus), Filminstruktør: Matti Kassila
- 1988 – : engelsk: Babette's Feast (1987) (dansk: Babettes gæstebud), Filminstruktør: Gabriel Axel